# Gurev
Gurev je priimek več oseb:
- Stepan Savelijevič Gurev, sovjetski general
- Vasilij Gurev, ruski meteorolog